# 関根正二

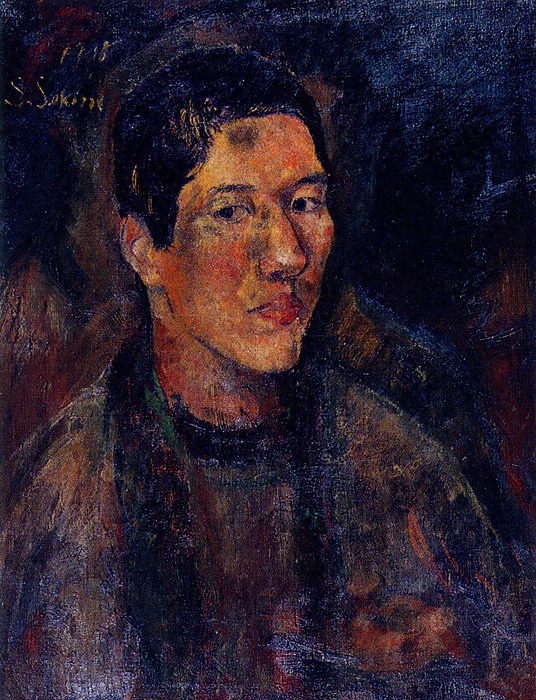
自画像（1918年）福島県立美術館蔵

関根 正二（せきね しょうじ、本名読み：まさじ、1899年4月3日 - 1919年6月16日）は、日本の洋画家。
出身校は江東区立東川小学校（とうせんしょうがっこう）。

## 経歴
1899年、福島県西白河郡大沼村（現白河市）に屋根葺き職人の父のもとに生まれた。1908年、前年に発った父を追い上京、深川に住む。小学校の同級生に伊東深水がおり、伊東の紹介で1914年に東京印刷株式会社に就職、そこでオスカー・ワイルドの作品を読み、ワイルドの思想に触れた。1915年、会社を辞めた関根は知人と共に長野県へ放浪、そこで洋画家の河野通勢と出会った影響などを受け、ほぼ独学で絵画を学んでいく。同年、16歳の時に描いた「死を思う日」が第2回二科展に入選。1918年、19歳の時に第5回二科展に出品した「信仰の悲しみ」が樗牛賞に選ばれたが、関根はこの頃より心身共に衰弱し、翌年結核により20歳で夭折した。絶筆となった「慰められつゝ悩む」は後に紛失し、現在は作品を写した絵葉書のみが残されている。関根の代表作である「信仰の悲しみ」は後に日本の近代洋画史を代表する傑作の一つと評され、2003年に重要文化財の指定を受けている。

## 代表作品
| タイトル             | 制作年        | 技法・素材                     | サイズ（縦x横cm）            | 所蔵先                 | 出品展覧会  | 備考                                       |
| -------------------- | ------------- | ------------------------------ | ---------------------------- | ---------------------- | ----------- | ------------------------------------------ |
| 菊川橋辺り           | 1915年2月22日 | 油彩、板                       | 23.2x33.0                    | 福島県立美術館（寄託） |             |                                            |
| 砂村石渡牧場         | 1915年頃      | 油彩、板                       | 23.7x33.0                    | 福島県立美術館（寄託） |             |                                            |
| 死を思う日           | 1915年        | 油彩、キャンバス               | 75.8x56.4                    | 福島県立美術館（寄託） |             |                                            |
| 風景                 | 1915年頃      | 油彩、キャンバス               | 60.7x45.7                    | 福島県立美術館（寄託） |             |                                            |
| 犢牛（こうし）       | 1915年        | 油彩、キャンバス               | 31.8x40.9                    | 信越放送               |             |                                            |
| 牛舎                 | 1915年頃      | 油彩、キャンバス               | 36.5x48.6                    | 福島県立美術館         |             |                                            |
| 茅葺き農家のある風景 | 1916年        | 油彩、キャンバス               | 36.3x51.4                    | 福島県立美術館（寄託） |             |                                            |
| 風景                 | 1916年頃      | 油彩、板                       | 33.3x23.1                    | 福島県立美術館         |             |                                            |
| 女                   | 1916年6月27日 | インク・水彩、紙               | 51.2x35.7                    | 個人蔵                 | 第3回二科展 |                                            |
| 海（銚子）           | 1916年        | 油彩、キャンバス               | 45.4x60.8                    | 姫路市立美術館         |             |                                            |
| 井上郁像             | 1917年6月     | 油彩、キャンバス               | 65.0x53.0                    | 福島県立美術館（寄託） |             |                                            |
| 少年                 | 1917年        | 油彩、キャンバス               | 45.0x37.0                    | 個人蔵                 |             |                                            |
| 村岡みんの肖像       | 1917年        | 油彩、キャンバス               | 45.2x37.8                    | 神奈川県立近代美術館   |             |                                            |
| 天平美人             | 1917年        | 墨・油彩、綿布（二曲一隻屏風） | 121.0x122.5                  | 大阪中之島美術館       |             |                                            |
| 大黒天               | 1918年        | 絹本著色（軸装）               | 93.0x33.0                    | 個人蔵                 |             | 現存する唯一の日本画作品。                 |
| 真田吉之助夫妻像     | 1918年        | 油彩、キャンバス               | 53.0x80.3                    | 福島県立美術館         |             |                                            |
| 一本杉の風景         | 1918年頃      | 油彩、キャンバス               | 38.0x45.2                    | 福島県立美術館         |             |                                            |
| 子供                 | 1918年        | 油彩、キャンバス               | 45.3x37.6                    | ポーラ美術館           |             |                                            |
| チューリップ         | 1918年        | 油彩、板                       | 33.0x23.3                    | 個人蔵                 |             |                                            |
| チューリップ         | 1918年        | 油彩、キャンバス               | 45.3x33.2                    | 個人蔵                 |             |                                            |
| 信仰の悲しみ         | 1918年        | 油彩、キャンバス               | 73.0x100.0                   | 大原美術館             | 第5回二科展 | 重要文化財                                 |
| 姉弟                 | 1918年        | 油彩、キャンバス               | 80.5x60.5                    | 福島県立美術館         | 第5回二科展 |                                            |
| 自画像               | 1918年        | 油彩、キャンバス               | 53.0x41.0                    | 福島県立美術館         | 第5回二科展 |                                            |
| 神の祈り             | 1918年頃      | 油彩、キャンバス               | 68.2x40.8                    | 福島県立美術館         |             |                                            |
| 婦人像               | 1918年頃      | 油彩、キャンバス               | 78.0x60.0                    | 東京国立近代美術館     |             |                                            |
| 天使（断片）         | 1918年頃      | 油彩、キャンバス               | 17.3x36.1（全図：59.1x44.7） | 三重県立美術館         |             | 火災で焼失し、断片のみが残存。             |
| 三星                 | 1919年        | 油彩、キャンバス               | 60.5x45.5                    | 東京国立近代美術館     |             |                                            |
| 三人の顔             | 1919年頃      | 油彩、キャンバス               | 41.1x65.2                    | ポーラ美術館           |             |                                            |
| 子供                 | 1919年        | 油彩、キャンバス               | 60.9x45.7                    | アーティゾン美術館     |             |                                            |
| 慰められつゝ悩む     | 1919年        |                                | 14.1x9.0                     | 福島県立美術館（寄託） | 第6回二科展 | 現版は紛失。サイズは現存する絵葉書のもの。 |

『信仰の悲しみ』 1918年 大原美術館
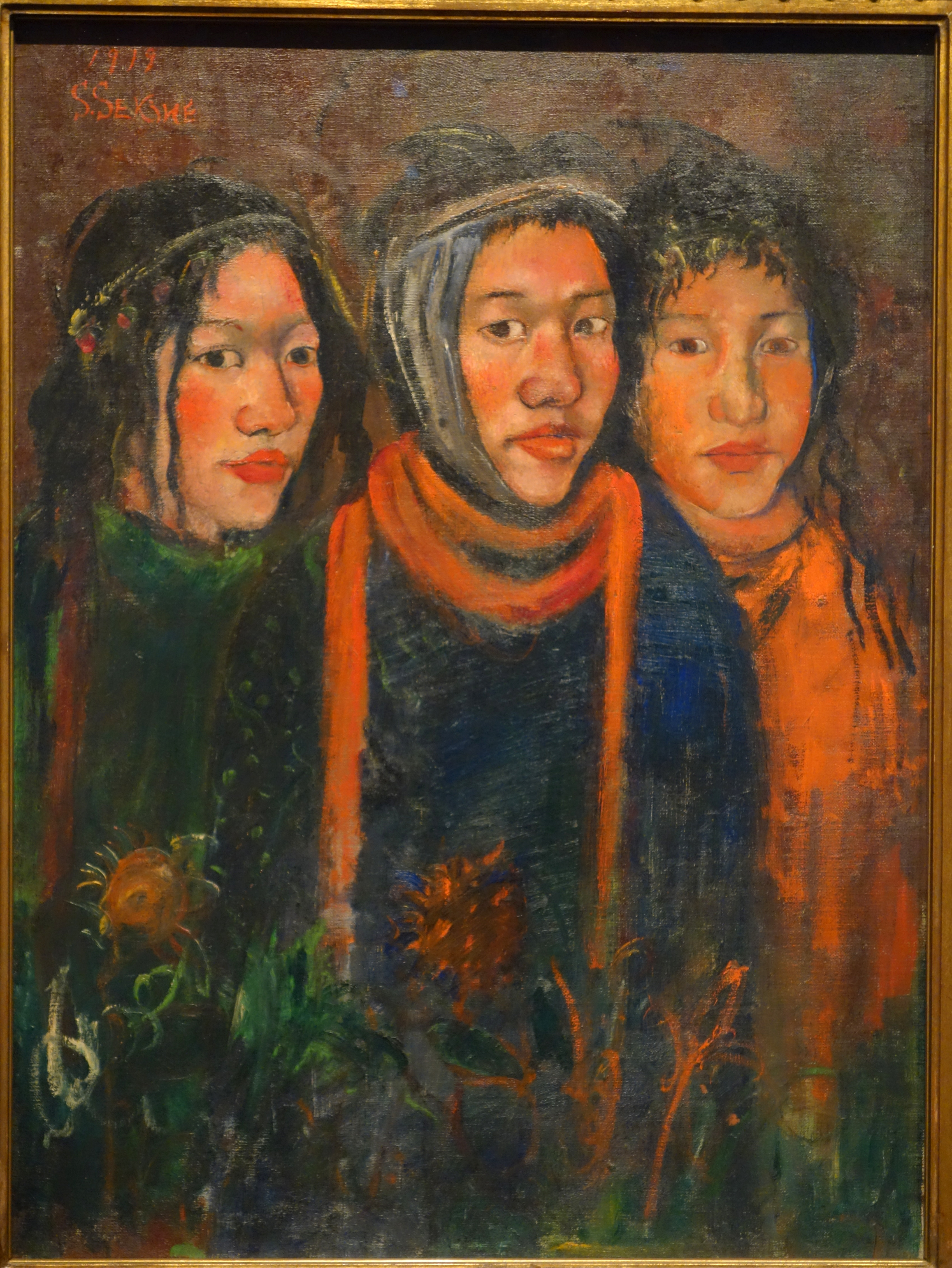
『三星』 1919年 東京国立近代美術館
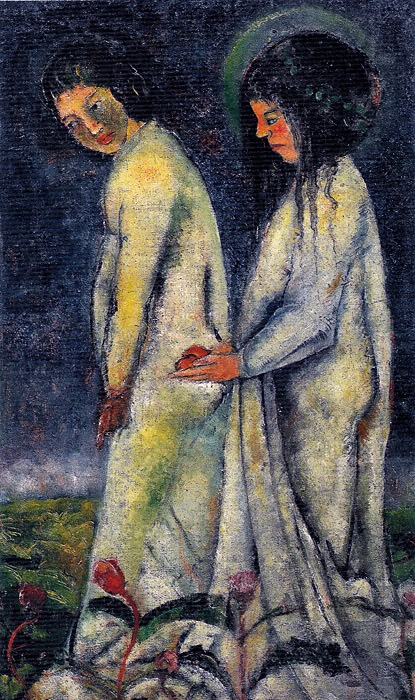
『神の祈り』 1918年頃 福島県立美術館
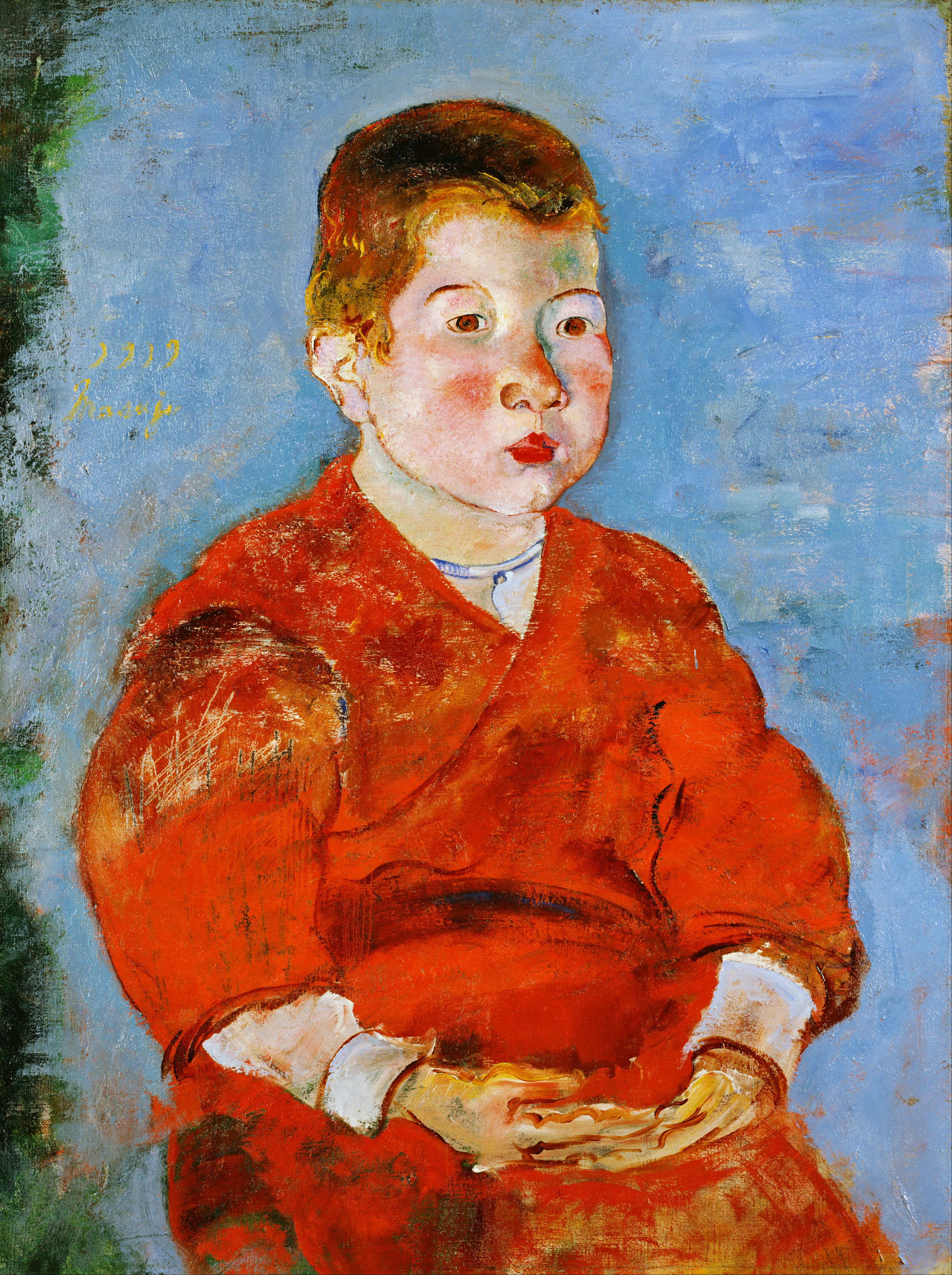
『子供』 1919年 アーティゾン美術館

## 展覧会
- 関根正二展 生誕120年・没後100年 神奈川県立近代美術館 鎌倉別館 2020年2月1日ー3月22日